# Robert Beatty
Robert Beatty (Hamilton, 19 ottobre 1909 – Londra, 3 marzo 1992) è stato un attore canadese.

## Biografia
Nato nella provincia canadese di Ontario, iniziò la sua carriera di attore nel 1939. Fu anche interprete televisivo e partecipò a programmi alla radio.
Alla sua morte il corpo venne cremato e le ceneri conservate al Putney Vale Cemetery.

## Filmografia parziale

### Cinema
- Volo senza ritorno (One of Our Aircraft Is Missing), regia di Michael Powell ed Emeric Pressburger (1942)
- Agguato sul rapido (Suspected Person), regia di Lawrence Huntington (1942)
- Naufragio (San Demetrio London), di Charles Frend (1943)
- It Happened One Sunday, regia di Carl Lamac (1944)
- Fuggiasco (Odd Man Out), regia di Carol Reed (1947)
- Nebbie del passato (Portrait from Life), regia di Terence Fisher (1949)
- Quel bandito sono io (Her Favorite Husband), regia di Mario Soldati (1950)
- Le avventure del capitano Hornblower (Captain Horatio Hornblower R.N.), regia di Raoul Walsh (1951)
- L'ultima rapina (Calling Bulldog Drummond), regia di Victor Saville (1951)
- Stupenda conquista (The Magic Box), regia di John Boulting (1951)
- Nick non sparare (Wings of Danger), regia di Terence Fisher (1952)
- M7 non risponde (The Net), regia di Anthony Asquith (1953)
- Salto mortale (Man on a Tightrope), regia di Elia Kazan (1953)
- L'amante di Paride, regia di Marc Allégret (1954)
- Il segno del pericolo (Portrait of Alison), regia di Guy Green (1956)
- Tarzan e il safari perduto (Tarzan and the Lost Safari), regia di H. Bruce Humberstone (1957)
- Qualcosa che vale (Something of Value), regia di Richard Brooks (1957)
- La grande porta grigia (Time Lock), regia di Gerald Thomas (1957)
- La spia di Scotland Yard (The Shakedown), regia di John Lemont (1960)
- Gli ospiti di mia moglie (The Amorous Prawn), regia di Anthony Kimmins (1962)
- I raggi mortali del dottor Mabuse (Die Todesstrahlen des Dr. Mabuse), regia di Hugo Fregonese e Victor De Santis (1964)
- La 25ª ora (La vingt-cinquième heure), regia di Henri Verneuil (1967)
- 2001: Odissea nello spazio (2001: A Space Odyssey), regia di Stanley Kubrick (1968)
- Dove osano le aquile (Where Eagles Dare), regia di Brian G.Hutton (1969)
- Il sanguinario (Sitting Target), regia di Douglas Hickox (1972)
- La papessa Giovanna (Pope Joan), regia di Michael Anderson (1972)
- La pantera rosa sfida l'ispettore Clouseau (The Pink Panter Strikes Again), regia di Blake Edwards (1976)
- Gesù di Nazareth, regia di Franco Zeffirelli (1977)
- Appuntamento con l'oro (Golden Rendezvous), regia di Ashley Lazarus (1977)
- Un astronauta alla tavola rotonda (The Spaceman and King Arthur), regia di Russ Mayberry (1979)
- Computer per un omicidio (The Amateur), regia di Charles Jarrott (1981)
- Superman III, regia di Richard Lester (1983)
- Superman IV (Superman IV: The Quest for Peace), regia di Sidney J. Furie (1987)

### Televisione
- Wire Service – serie TV, episodio 1x18 (1957)

## Doppiatori italiani
- Stefano Sibaldi in Quel bandito sono io (Antonio Pellegrini); Salto mortale
- Emilio Cigoli in Fuggiasco
- Gualtiero De Angelis in Quel bandito sono io (Leo)
- Giulio Panicali in Le avventure del capitano Hornblower, il temerario
- Vittorio Di Prima in  Dove osano le aquile